# Kawasaki Frontale
O Kawasaki Frontale (em japonês, 川崎フロンターレ Kawasaki Furontāre) é um clube de futebol japonês. A equipe participa da primeira divisão japonesa.

## História

### Inicio
Fundado em 1955 como Fujitsu FC, fazia parte da era amadora do futebol nipônico, quando apenas clubes de empresas competiam, como o Yomiuri (atual Tokyo Verdy), Toshiba (hoje Consadole Sapporo) e NKK (ainda ativo).
Após várias tentativas de profissionalização, o clube passou a ser independente da Fujitsu em 1997, ganhando a denominação de Kawasaki Frontale, que perdura até hoje. Curiosamente, o primeiro uniforme do Frontale era semelhante ao do Grêmio, e o escudo também foi "emprestado" da equipe brasileira.

### Era J-League
Em 1999, o clube foi um dos primeiros a ingressar na nova J-League 2 (segunda divisão do Japão), e ascendeu à Divisão Principal no mesmo ano. Seria rebaixado no ano seguinte, mas a mudança de sede do Verdy (de Kawasaki para Tóquio) fez com que os tricolores permanecessem por mais um ano. Retornou de vez à J-League em 2004.
Depois de realizar uma boa temporada em 2005, o Frontale se consolidou de vez como uma equipe ascensão na J-League após conquistar o segundo lugar no ano seguinte. Participou da Liga dos Campeões da AFC de 2007, chegando até as quartas-de-final, mas sucumbiu ao iraniano Sepahan.
A afirmação definitiva de-se em 2008 e 2009, repetindo a segunda colocação, e o elenco do Frontale teve nos dois elencos atletas do nível de Kengo Nakamura, Toshinobu Minowa, Juninho e o norte-coreano (nascido no Japão) Jong Tae-Se.

## Estádio

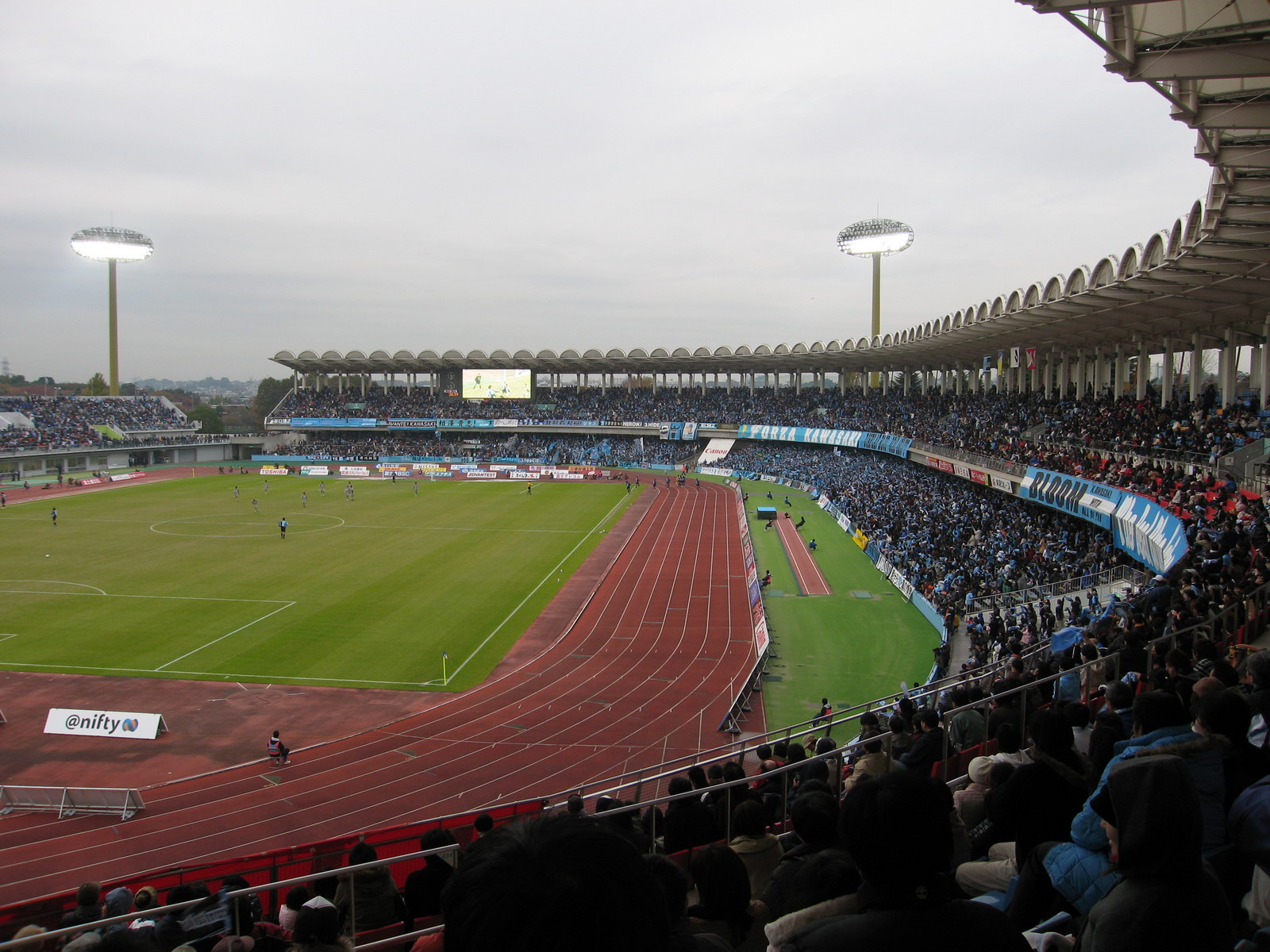
Todoroki Athletics Stadium.

O Todoroki Athletics Stadium é o estádio onde o Frontale manda seus jogos. Possui capacidade para 25.000 torcedores e está localizado na cidade de Nakahara, próxima a Kawasaki.

## Títulos
| NACIONAIS | NACIONAIS              | NACIONAIS | NACIONAIS               |
|           | Competição             | Títulos   | Temporadas              |
| --------- | ---------------------- | --------- | ----------------------- |
| Japão     | J1 League              | 4         | 2017, 2018, 2020 e 2021 |
| Japão     | Copa do Imperador      | 2         | 2020 e 2023             |
| Japão     | Copa da Liga Japonesa  | 1         | 2019                    |
| Japão     | Supercopa do Japão     | 3         | 2019, 2021, 2024        |
| Japão     | J. League - 2ª Divisão | 3         | 1976, 1999 e 2004       |